# Sitio de Rodas (1444)
El asedio de Rodas fue un enfrentamiento militar entre los Caballeros Hospitalarios y el sultanato mameluco de Egipto por la posesión de la isla de Rodas. La flota de los mamelucos desembarcó en Rodas el 10 de agosto de 1444, asediando su ciudadela. Los enfrentamientos tuvieron lugar en las murallas occidentales de la ciudad y en el puerto de Mandraki . El 18 de septiembre de 1444, los mamelucos partieron de la isla y levantaron el asedio.

## Contexto
La Orden de los  Caballeros Hospitalarios había sido fundada en Jerusalén en 1070. Se convirtió en una de las órdenes militares más importantes. En 1291, la caída de Acre forzó a la Orden a trasladar su base desde Tierra Santa a Limasol, en Chipre. Chipre ofrecía oportunidades económicas limitadas, haciendo que la Orden dependiese de las donaciones de Europa Occidental y les implicó en disputas con el rey Enrique II de Chipre, mientras la pérdida de Acre y Tierra Santa abrió un amplio debate sobre el propósito del órdenes monásticas y propuestas para confiscar sus posesiones. Foulques de Villaret fue elegido como Gran Maestro  de los Caballeros Hospitalarios en 1305, e inmediatamente empezaron la preparación para la conquista de Rodas, la cual le aseguraría una libertad de acción que no podía tener mientras la Orden permaneciese en Chipre, y le proporcionaría una base nueva para guerra contra los turcos.
A pesar de que la isla era una posesión bizantina , el Imperio parecía para ser incapaz de proteger plenamente su integridad territorial. Foulques de Villaret suscribió un contrato con un mercenario genovés Vignolo de Vignoli quién apalabró asistir a los Hospitalarios a cambio de privilegios en la isla recientemente conquistada. El 23 de junio, Villaret y Vignolo navegaron desde Limasol, con dos galeras de guerra y otros cuatro barcos, llevando una fuerza de 35 caballeros, seis caballeros levantinos y 500 soldados de pie. A ellos se añadieron algunos barcos genoveses. Una vez la agresión inicial en la ciudad de Rodas falló, los Hospitalarios se centraron en el campo de la isla que consiguieron conquistar en un mes. Los defensores de la ciudadela ofrecieron una resistencia sólida que repelió numerosos ataques, hasta su caída final el 15 de agosto de 1310.
Los Hospitalarios trasladaron entonces su convento y hospital desde Chipre a Rodas, y recolonizaron la isla. Su agarrarse la isla estuvo solidificada a través de la aplicación de una  prohibición papal sobre el comercio entre estados cristianos y el sultanato mameluco de Egipto. Las rutas comerciales venecianas y genovesas estuvieron interrumpidas durante el proceso, mientras las islas de Kárpatos y Leros fueron incorporadas al dominio de la Orden. Los Hospitalarios obtuvieron victorias contra rivales musulmanes en Amorgos y Chios en 1312 y 1319 respectivamente. En 1320, la armada de la orden frustró una invasión turca de la isla al detener el avance de una flota turca de 80 barcos.
En el invierno de 1443, el Gran Maestro Jean de Lastic  envió una carta al rey de Aragón Alfonso V de Aragón lamentando los trances afrontados por la Orden y pidiendo que sus miembros que residiesen en sus posesiones regresasen a Rodas para protegerla. Alfonso actuó como patrón de la Orden, colaborando estrechamente con los dos Maestros anteriores quienes eran ambos de origen catalán. El duque de Borgoña Felipe el Bueno y Papa Eugenio IV  proporcionaron a los Hospitalarios naves auxiliares y suministros en su camino de regreso a Rodas. Mientras tanto, una flota mameluca ya había puesto vela hacia el mismo destino.

## Asedio
En agosto de 1444, una fuerza mameluca a la órdenes de Aynal Gecut desembarcó en la isla de Kastellorizo aguantada por los Hospitalarios, arrasando su castillo antes de partir para Rodas. El 10 de agosto, la flota mameluca que constaba de 85 barcos apareció en el canal entre Rodas y Anatolia. Los mamelucos desembarcaron en el extremo noroccidental de la isla, al norte de Trianta. Sin enfrentar ninguna resistencia capturaron las posiciones adyacentes a la ciudadela de Rodas y empezaron a lanzar flechas a los defensores de la ciudad que respondieron del mismo modo. El día siguiente, los mamelucos  centraron su atención en el lado occidental del castillo, especialmente en la puerta mal defendida de Agios Antonios, bombardeándola con su artillería. Una segunda columna mameluca incursionó en el puerto de Mandraki al este del castillo, destruyendo numerosos barcos y causando fuertes bajas a sus tripulaciones. Una vez la puerta estuvo asegurada el Gran Maestro ordenó un ataque a Mandraki. Miembros franceses y catalanes de la Orden empujaron a los mamelucos fuera del puerto, matando a muchos y obligando a otros a huir. Las hostilidades estuvieron paradas durante un periodo del tiempo mientras las dos fuerzas se reorganizaban. El 10 de septiembre, los Hospitalarios atacaron  el puesto de avanzada de Santa María, al sudoeste de la puerta de Agios Antonios. Se produjeron intensos combates y los mamelucos finalmente se retiraron llevando a sus muertos y heridos con ellos. El 13 de septiembre, los mamelucos empacaron sus tiendas y levantaron el asedio en contra de las órdenes de su sultán, partiendo hacia la ubicación de su desembarco inicial. Jean de Lastic propuso llevar a cabo un asalto a los mamelucos con el fin de interrumpir su retirada, sin embargo, su consejo militar rechazó el plan. El 18 de septiembre, los mamelucos terminaron de embarcarse  y se dirigieron en dirección de Asia Menor..

## Consecuencias
A pesar del éxito de los Hospitalarios en el asedio de la isla en 1480, Rodas cada vez estaba más aislada del resto de estados cristianos. Será finalmente conquistada por el Imperio otomano en 1522, forzando a la Orden a una vez más reubicar su sede en  Malta.